# Nachkriegszeit in Deutschland
Als Nachkriegszeit bezeichnet man in Deutschland die Zeit nach dem Ende des Zweiten Weltkriegs in Europa. In Deutschland und Österreich war sie gekennzeichnet durch die alliierte Besatzung und den Verlust der Souveränität, in Deutschland auch durch den Verlust der Ostgebiete des Deutschen Reiches mit Flucht und Vertreibung. Diese Jahre waren für die meisten Menschen in Deutschland von Hunger und Knappheit an Gütern aller Art geprägt. Obdachlosigkeit, Schwarzhandel und rationierte Lebensmittel prägten den Alltag sowie die Kriegsgefangenschaft von rund 7 Mio. ehemaliger Soldaten der Wehrmacht, darunter auch 58.600 Österreicher.
In der Nachkriegszeit setzte die Vergangenheitsbewältigung ein mit der Phase der Entnazifizierung und NS-Prozessen.
Die Zeit war außerdem geprägt von dem Bemühen, staatliche Ordnung, Wirtschaft und Infrastruktur wiederherzustellen und die durch den Krieg entstandenen Schäden zu beheben.  Ab 1947 begann der Nachkriegsboom („Wirtschaftswunder“) auch in Deutschland, der ab 1948 durch den Marshallplan zusätzlich befeuert wurde.
Die Zeit vom Ende des Ersten Weltkriegs bis zum Beginn des Zweiten Weltkriegs, heute Zwischenkriegszeit genannt, wurde vor 1939 ebenfalls Nachkriegszeit genannt. Sie wird in der Literatur und in Biographien häufig als Epochenschwelle wahrgenommen.
Mit dem Staatsvertrag von 1955 erlangte das besetzte Nachkriegsösterreich seine Souveränität, die Bundesrepublik Deutschland erst mit dem Zwei-plus-Vier-Vertrag 1990.

## Kontext Europa
In Europa war diese Zeit geprägt durch Vertreibungen, insbesondere aus den polnischen sowie zunächst besetzten, später polnisch gewordenen deutschen Ostgebieten und aus dem Balkan. Auch Deutsche aus der Tschechoslowakei waren betroffen. Der Überlebenskampf in den durch jahrelangen Bombenkrieg und Bodenkämpfe zerstörten Städten erschwerten den Alltag über das Ende des Krieges hinaus. Es herrschte große Wohnungsnot und Hunger. Millionen frühere Zwangsarbeiter, Kriegsgefangene und Verschleppte irrten als Displaced Persons heimatlos in Europa umher. Die Demografie mehrerer Länder war wegen hoher Kriegsverluste (insbesondere von Männern im arbeitsfähigen Alter) nachhaltig geschädigt. Unzählige physisch und psychisch versehrte Überlebende kamen hinzu. Während in Europa außerhalb des Ostblocks ab den früheren 1950er Jahren („Korea-Boom“) meist ein schneller wirtschaftlicher Aufschwung (Konjunktur) begann, ging der Wiederaufbau der Sowjetunion, der DDR und der anderen Ostblockstaaten deutlich langsamer vonstatten.
Trotz zahlreicher Kriege und bewaffneter Konflikte in der ganzen Welt standen sich in Europa während des Kalten Krieges die beiden gegnerischen Machtblöcke bis zum Beginn der 1990er Jahre ohne direkte militärische Auseinandersetzungen gegenüber („Gleichgewicht des Schreckens“). Zum oft befürchteten Dritten Weltkrieg, auf den sich das geteilte und in Frontlage befindliche Deutschland auf beiden Seiten durch den Bau von Atombunkern vorbereitete, kam es nicht.
Der Abzug der alliierten Truppen aus dem wiedervereinigten Deutschland im September 1994 setzte der Nachkriegszeit einen symbolischen Schlusspunkt.

## Nachkriegszeit in Deutschland – eine Übersicht
Nach dem Ende des Zweiten Weltkriegs lag ein Großteil Europas, besonders Deutschlands, in Trümmern. Die Alliierten beschlossen nach der bedingungslosen Kapitulation der Wehrmacht eine Politik der Demokratisierung, der Demilitarisierung, der Entnazifizierung, der Dezentralisierung und der Demontage; aus der Sicht großer Teile der deutschen Bevölkerung war dies aber Politik der Sieger – nur wenige vermochten die Besetzung Deutschlands als persönliche oder als allgemeine Befreiung vom Nationalsozialismus zu betrachten. Nachkriegszeit wurde in Westdeutschland zur umgangssprachlichen Zeitbestimmung für die Jahre nach dem ebenfalls umgangssprachlichen „Zusammenbruch“ von 1945 und zugleich eine Kontrastbeschreibung zur „Vorkriegszeit“, an die viele nun ihr Handeln direkt anschließen lassen wollten – das Leben fortsetzen. Eine „Befreiung“ wurde nur in der Sowjetischen Besatzungszone öffentlich propagiert, im Volksmund tauchte der Begriff erst viel später auf.
Nicht für die Mehrheit, die ihre Hoffnung eher auf einen deutschen Endsieg gesetzt hatte, aber für kleinere Gruppen war es eine reale Befreiung gewesen: für die Insassen der Konzentrationslager und deren Angehörigen, für die in der Zeit des Nationalsozialismus politisch Verfolgten (für überlebende Juden, Sinti und Roma, für Mitglieder der Kirchen, für Liberale, Sozialdemokraten, Kommunisten, Pazifisten, Wertkonservative), Gewerkschaftler, die sich der Gleichschaltung widersetzt hatten, für „Abweichler“ (beispielsweise Geisteskranke, religiöse Minderheiten, Homosexuelle), für ausländische Zwangsarbeiter und Kriegsgefangene.

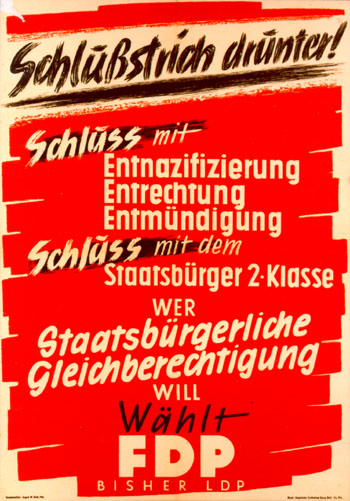
FDP-Wahlplakat von 1949 mit der Forderung nach einem „Schlussstrich“

Für die meisten anderen galt, sofern es sich nicht um Flüchtlinge und Vertriebene aus Mittel- und Osteuropa handelte: Sie „merkten es gar nicht“, Hitler war „weg“ und „die Besatzung herrschte“, mit einem Parlamentarischen Regierungssystem konnten die meisten nichts anfangen bzw. waren diesem Regierungssystem nach dem Scheitern der Weimarer Republik entfremdet. Es überwog noch viele Jahre deutlich die Selbstwahrnehmung der Deutschen als Opfer und nicht auch Täter des Krieges. Das von Deutschen angerichtete Leid wurde verdrängt oder ignoriert. So stießen von den westlichen Besatzungsmächten initiierte Filmvorführungen über NS-Konzentrationslager bisweilen auf wütende Ablehnung; bereits wenige Jahre nach Kriegsende wurde ein „Schlussstrich“ gefordert, was „die Sache mit den Juden“ anging. Diese weit verbreitete Mentalität kam auch im gern verwendeten Begriff „Stunde Null“ für die Situation des Mai 1945 zum Ausdruck.
Im Positiven überwog jedoch das Gefühl einer tiefen Erleichterung: Keine Alarme mehr – man kann endlich wieder durchschlafen. Der Überschwang der Karnevalsfeiern von 1946 bis 1949 blieb noch lange im allgemeinen Gedächtnis. Wegen der desolaten Verhältnisse blühte vielerorts die Kriminalität, derer eine schwache und überforderte Polizei kaum Herr wurde.
Beim Neu- und Wiederaufbau der Städte orientierte man sich im Westen an der Charta von Athen (CIAM) von 1933, während im Osten die nach sowjetischem Vorbild entwickelten 16 Grundsätze des Städtebaus verbindlich wurden. Im Ergebnis folgte der Wiederaufbau in beiden deutschen Staaten dennoch dem Leitbild der autogerechten Stadt. Wohnen und Gewerbe wurden damit häufig voneinander getrennt. Fortan wurden auch zahlreiche suburbane Satellitenstädte („Schlafstädte“) geplant. Diese Art der Stadtentwicklung wurde bereits früh als schwerer Missstand erkannt und dennoch über Jahrzehnte verfolgt.

## Unmittelbare Nachkriegszeit in den vier Besatzungszonen
Neben der zu sichernden Versorgung der Bevölkerung hatten sich die vier Besatzungsmächte Großbritannien, Sowjetunion, USA und (später hinzutretend) Frankreich bei der Nachkriegsordnung Deutschlands anfangs auf fünf Ziele geeinigt: Demontage, Demilitarisierung, Denazifizierung, Demokratisierung und Dezentralisierung („die fünf Ds“). Die Alliierten verstanden jedoch darunter sehr Unterschiedliches, zum Teil einander Widersprechendes. Sie verfolgten diese Ziele in ihren vier Besatzungszonen mehr oder minder energisch und auf sehr verschiedenen Wegen, was mit Hinblick auf die sich abzeichnende bipolare Weltordnung des späteren Ost-West-Konflikts zu konträren Ergebnissen führte.
1. Demontage: Der Abbau von Industrieanlagen diente zur Demilitarisierung und – vor allem in der sowjetisch besetzten Zone (SBZ) – als Reparationen für die Zerstörungen durch den Krieg und – im Falle Frankreichs und der Sowjetunion – durch die deutsche Besatzung. Die Demontagen wurden bald eingestellt – in den Westzonen wurde dagegen sogar gestreikt. Dies bahnte den Weg für das lange währende westdeutsche Bündnis zwischen Lohnarbeit und Kapital, den später so genannten „Rheinischen Kapitalismus“.
2. Demilitarisierung, Entmilitarisierung: Ursprünglich wurde ein weiter anhaltender Volkskrieg einer immer noch nazistischen Bevölkerung befürchtet. Die Demilitarisierung wurde also energisch betrieben und bewirkte die völlige Entwaffnung Deutschlands, zumal der (aufgelösten) Wehrmacht und Waffen-SS, aber auch der Privathaushalte. Die Entmilitarisierung erwies sich langfristig als das – auch mental – am erfolgreichsten verfolgte Ziel.
3. Denazifizierung, Entnazifizierung: In jeder der vier Zonen wurden – je nach eigenen Gesichtspunkten – ‚Köpfe‘ des NS-Staates verhaftet. Die relativ gründlichste konzeptuelle und mediale Vorbereitung für eine Reeducation hatte dabei in den USA stattgefunden. Sie schloss auch ein, dass Deutsche in der Amerikanischen Zone einen Fragebogen mit 131 Fragen vorgelegt bekamen – praktisch das erste Auftreten dieser Untersuchungsmethode in Deutschland. Wegen der unterschiedlichen und bald unsteten Entnazifizierungspolitik aller vier Besatzungsmächte sind ihre Ergebnisse jedoch nicht sehr aussagefähig. Es ergaben sich 1.667 Hauptschuldige, 23.060 Belastete, 150.425 Minderbelastete, 1.005.874 Mitläufer, 1.213.873 Entlastete und 1.265.749 Nichtbetroffene. Etliche Hauptschuldige wurden ab November 1945 in Nürnberg vor Gericht gestellt (Nürnberger Prozesse) – der Beginn des Völkerstrafrechts.
4. Demokratisierung: Im Mai und Oktober 1946 fanden erstmals wieder freie Wahlen auf Gemeinde- und Kreisebene statt. Bürgermeister und Landräte wurden gewählt. Diese „Demokratisierung“ von unten erwies sich in den drei Westzonen als überraschend erfolgreich, in der SBZ erfolgte nach den halbfreien Wahlen von 1946 die systematische Gleichschaltung der Parteien und die Zementierung der Macht der SED.
5. Dezentralisierung: Hier wurde vor allem zunächst der Föderalismus gefördert und der territorial größte Staat (Preußen) 1947 vom Alliierten Kontrollrat aufgelöst. Diese Zielvorgabe war in den Westzonen gleichfalls erfolgreich, in der SBZ wurde sie dann umgekehrt und die 1945 eingerichteten Länder mit der Verwaltungsreform von 1952 zugunsten zentraler Institutionen durch Bezirke – reine Verwaltungseinheiten – ersetzt.[4]

Der sich rasch abzeichnende Kalte Krieg (Ost-West-Konflikt) kam dabei den Deutschen ab 1947 sehr zugute, darunter vor allem auch den vormaligen Nationalsozialisten und politischen Verbrechern, welche zu großen Teilen in den Verwaltungen, in der Justiz und in Regierungsämtern auf beiden Seiten weiter beschäftigt wurden. Für später Geborene war es kaum nachvollziehbar, was alles tabuisiert wurde, auch in den Familien. Erst 1968 forderte die politisch aktive Jugend Aufklärung und Aufarbeitung der NS-Zeit von allen damals Beteiligten, die bei der Entnazifizierung nicht verurteilt wurden. Bis dahin beklagte sich die Bevölkerung über nicht heimkehrende Kriegsgefangene, Bombenterror, Flucht und Vertreibung, Hunger und Kälte, fehlende Informationen über den Verbleib von Gefallenen, begleitet von einem – den Besatzungsmächten bald auffallenden – übertriebenen Selbstmitleid und großem Unwillen, zur Kenntnis zu nehmen, wie viel Verbrechen, Leid und Elend das nationalsozialistische Deutschland ringsum und in der eigenen Mitte anderen zugefügt hatte.

## Die Entwicklung in Westdeutschland

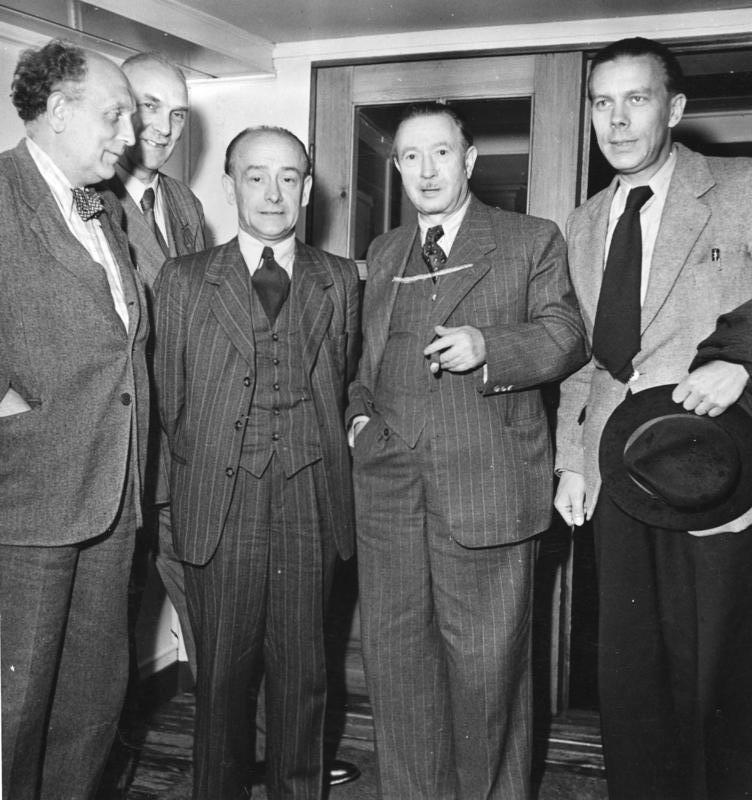
Die Aufbauminister, 1949 V. l. n. r.: Oberbaudirektor Meier-Ottens (Hamburg) – Minister Wittstock (Niedersachsen) – Minister Zinnkann (Hessen) – Minister Steinhoff (Nordrhein-Westfalen) und Stadtrat Niklitz (Berlin).

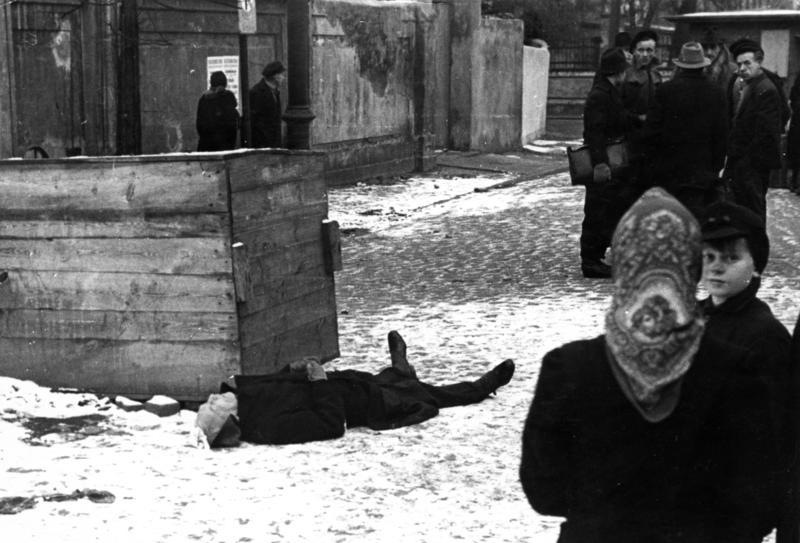
„Hungerwinter, zusammengebrochener Mann […] Jos. Peil aus Düsseldorf-Rath brach an der Haltestelle der Linie 12 plötzlich zusammen.“

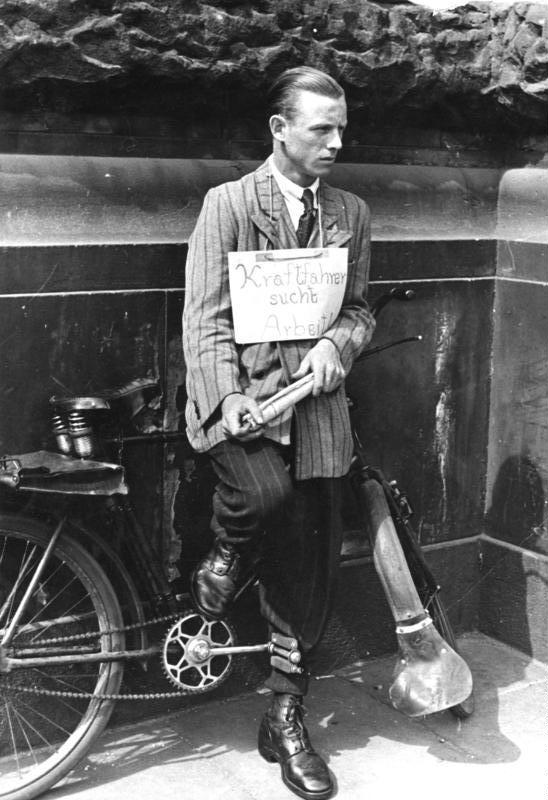
Arbeitsloser, 1949

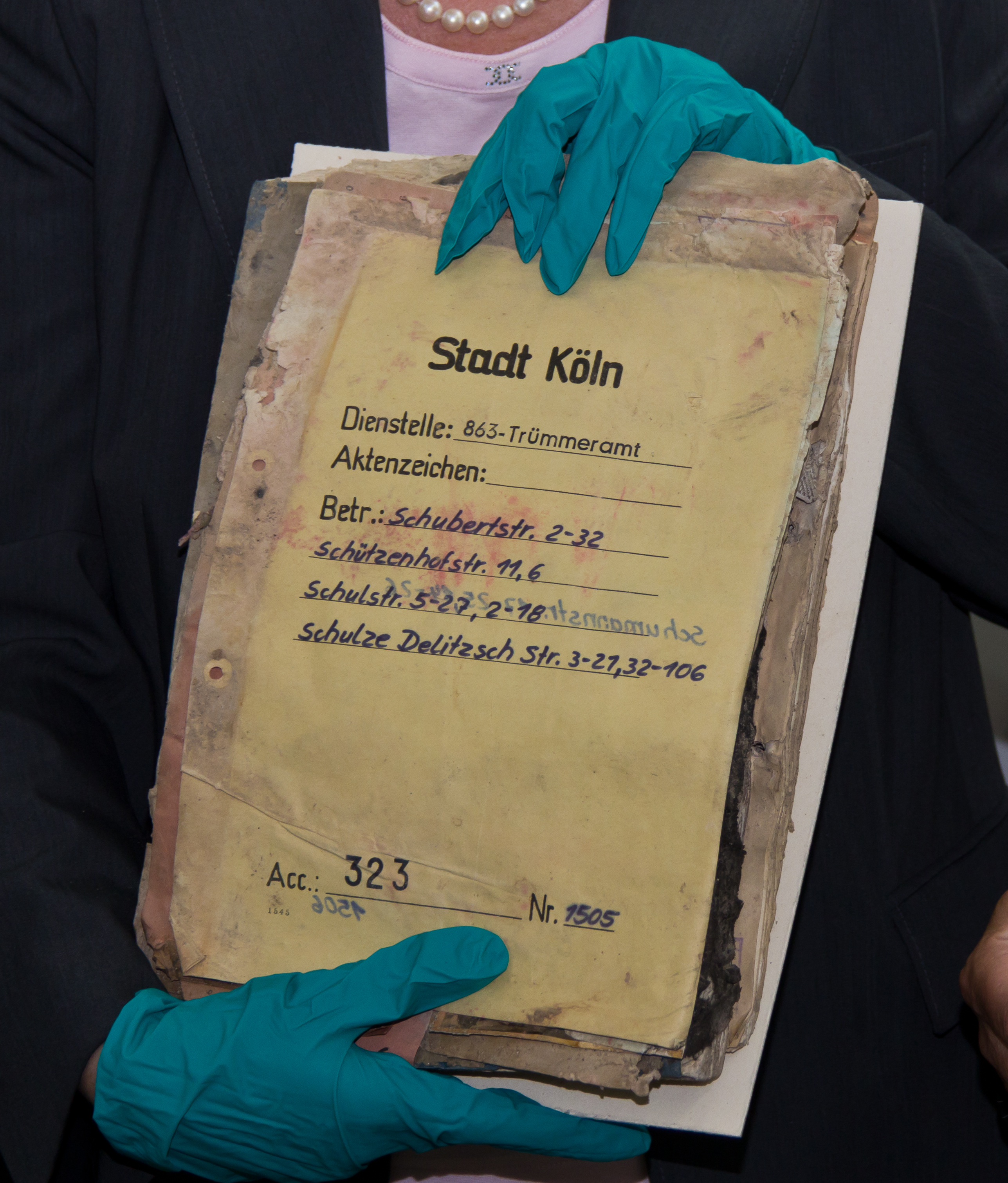
Akte des Trümmeramtes der Stadtverwaltung Köln

Der Beginn der „Nachkriegszeit“ wurde oftmals mit dem Terminus der Stunde Null verknüpft. Die Stunde Null war die Zeit der Rache der Sieger, der Vertreibung und Vergewaltigungen, des Hungers und des Elends. In neueren Betrachtungen, die auf geistige Kontinuitäten abheben, wird der Terminus der „Stunde Null“ kritisch gesehen, insofern die „Stunde Null“ in Bezug auf die mentale Lage der Bevölkerung fälschlich den völligen Untergang der bis dahin vorherrschenden und von der NS-Propaganda aufgenommenen und umgeprägten Lebensentwürfe suggeriere.
Die Nachkriegszeit kann in der im Entstehen begriffenen Bundesrepublik in zwei Abschnitte geteilt werden: erstens die sogenannte „schlechte Zeit“ – Hunger, Kälte, Mangelkrankheiten, Trümmerlandschaften bis zur Währungsreform vom 21. Juni 1948 – und zweitens das „Wirtschaftswunder“.
Viele soziale Verhaltensweisen der Menschen, die den NS-Staat erlebt hatten, blieben jedoch in West- wie in Ostdeutschland erhalten.
In Westdeutschland generierte in den 1950er Jahren der Wiederaufbau das „Wirtschaftswunder“. Namentlich hinterließ es einen tiefen und bleibenden positiven Eindruck, dass ab dem Montag nach der Währungsreform die Zwangsbewirtschaftung, ein Überbleibsel aus dem Zweiten Weltkrieg, praktisch aufgehoben wurde und Industrie und Einzelhandel sich vorbereitet hatten: Die Läden waren auf einmal voll. Diese Phase reichte bis zur ersten Rezession unter der Bundeskanzlerschaft Ludwig Erhards und endete mit der großen Mentalitätswende, die dann als die Zeit der „68er-Bewegung“ beschrieben wurde, obwohl diese bereits um 1965/1966 ansetzte, kulturell etwa auffällig im Erfolg der Beatles oder Rolling Stones. Die antifaschistische DDR blieb demgegenüber „das Deutschland ohne ein 1968“, was sich nach der deutschen Wiedervereinigung vielfach bemerkbar machte.
Jugendsoziologisch gesehen war es eine Zeit lebenslang einprägsamer gemeinsamer Erlebniswelten (Wohnraummangel, schmale Kost, Swing- und Jazz-Musik und „Trümmerliteratur“, Rundfunkserien, Werbung), die ganze – oft nur wenige Geburtsjahrgänge umfassende – Generationen prägte, namentlich (erstens) die „Flakhelfergeneration“ der Jahrgänge 1926 bis 1929 (bei Helmut Schelsky die „skeptische Generation“), dann aber auch (zweitens) der Trümmerkinder-Jahrgänge 1930 bis 1943, die zum Teil noch eine „kriegsfreie“ Jugend hatten und – in Teilen – deren Kontrast zum „Bombenkrieg“ erfahren hatten und deren Spielplätze des Heranwachsens dann die Ruinenstädte und das zerstörte Land waren.
Im Zeitraum zwischen April 1956 und Dezember 1958 registrierten die Behörden hingegen mehr als hundert „Halbstarkenkrawalle“ in sämtlichen deutschen Großstädten, die Presse und Öffentlichkeit in Aufruhr versetzten.

## Die Entwicklung in Ostdeutschland
In der Sowjetischen Besatzungszone ging der Wiederaufbau langsamer voran als in den westlichen Zonen. Die Sowjetunion unterstützte Ostdeutschland nicht beim Aufbau, sondern entnahm im Gegenteil Reparationsleistungen: Eisenbahnstrecken und Fabrikanlagen wurden demontiert und in die Sowjetunion verbracht; Betriebe wurden in Sowjetische Aktiengesellschaften überführt. Durch die Bodenreform 1945/1946 wurden Großgrundbesitzer mit mehr als 100 Hektar Fläche sowie Kriegsverbrecher und aktive NSDAP-Mitglieder entschädigungslos enteignet und deren Grundbesitz dem jeweiligen lokalen Bodenfonds übertragen. Stalin untersagte der DDR, die von den USA angebotenen Wiederaufbaukredite des Marshallplans in Anspruch zu nehmen und blockierte West-Berlin zwischen 1948 und 1949 als Antwort auf die Währungsreform in der Trizone. Zu dieser Zeit fand auch in Ostdeutschland eine Währungsreform statt, die die Situation jedoch nur wenig verbesserte. So blühten dort Schwarzmarkt und Tauschhandel länger als im Westen. Aus wirtschaftlichen und politischen Gründen entschieden sich viele Menschen zur Auswanderung bzw. Flucht aus der Sowjetischen Besatzungszone und der DDR. Insgesamt trug Ostdeutschland schätzungsweise 75 % bis 99 % der gesamtdeutschen Reparationsleistungen.
Die Lage besserte sich ab 1949 langsam, jedoch wurden Waren bevorzugt in Westdeutschland gekauft. Im Osten wurden hingegen noch Lebensmittelmarken ausgegeben. Erst Anfang der 1950er Jahre setzte ein langsamer Aufschwung ein. Die fortbestehende Unzufriedenheit der Bevölkerung erkannte die politische Führung nicht und erhöhte 1953 die Produktionsnormen. Die allgemeine Unzufriedenheit, besonders über die schlechte Versorgungssituation, führte zum Aufstand vom 17. Juni 1953, der vom sowjetischen Militär blutig niedergeschlagen wurde. Bis zum Bau der Berliner Mauer wanderten aufgrund der fortwährenden Repressionen durch die SED und aufgrund der schlechten Versorgungssituation viele Fachkräfte dauerhaft aus Ost- nach Westdeutschland ab, was die Wirtschaftskraft der DDR zusätzlich schwächte. Ein kurzzeitiger Wirtschaftsaufschwung in der DDR setzte erst mit dem Mauerbau im  August 1961 ein, als gleichzeitig die innerdeutsche Grenze geschlossen wurde, da Fachkräfte, die in der DDR wohnten, aber in Westdeutschland produzierten (und dort Devisen verdienten), nun gezwungen waren, sich innerhalb der DDR beruflich neu zu orientieren.